# Große Moschee von Pristina

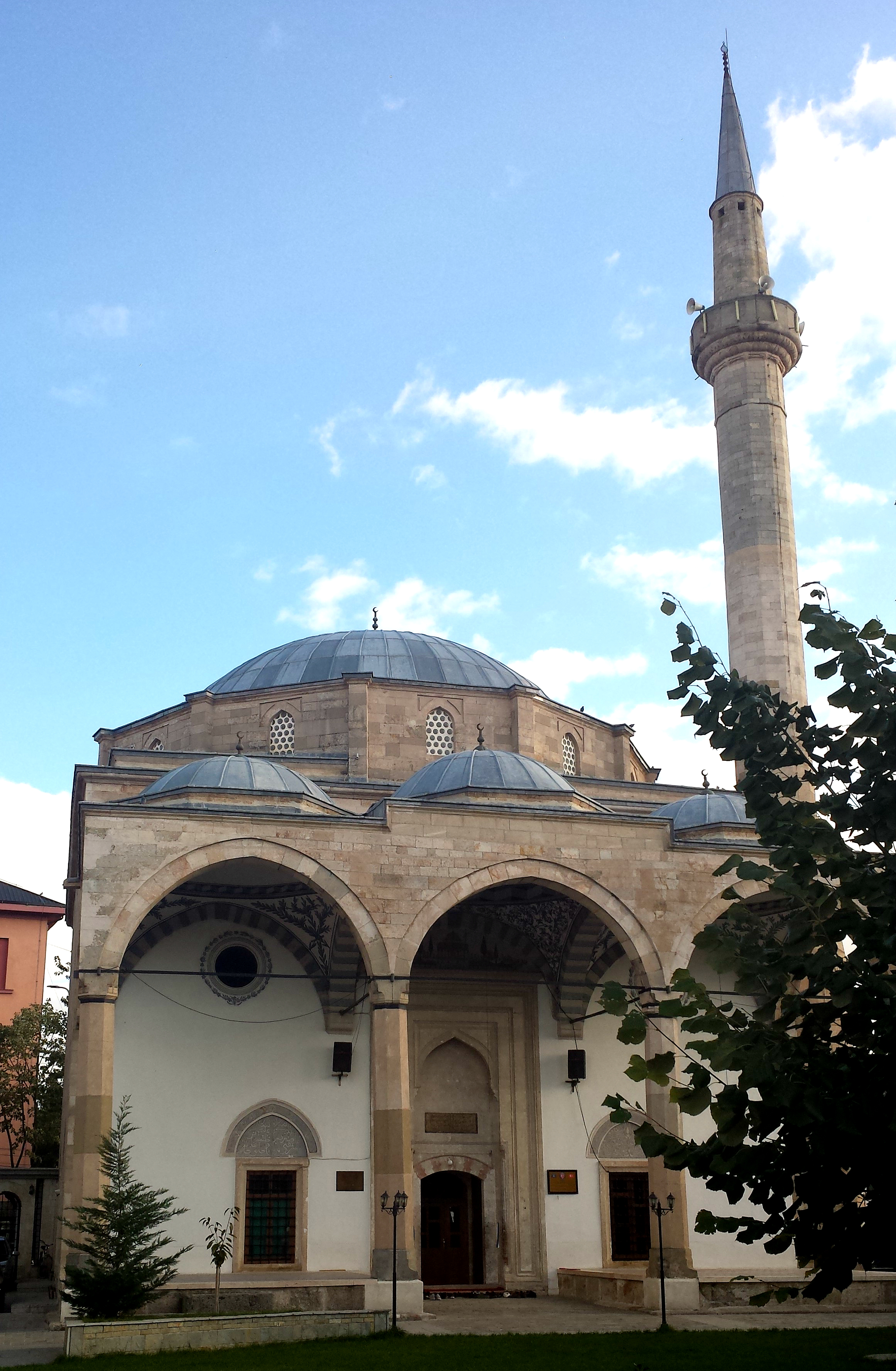
Die Große Moschee im historischen Zentrum der kosovarischen Hauptstadt

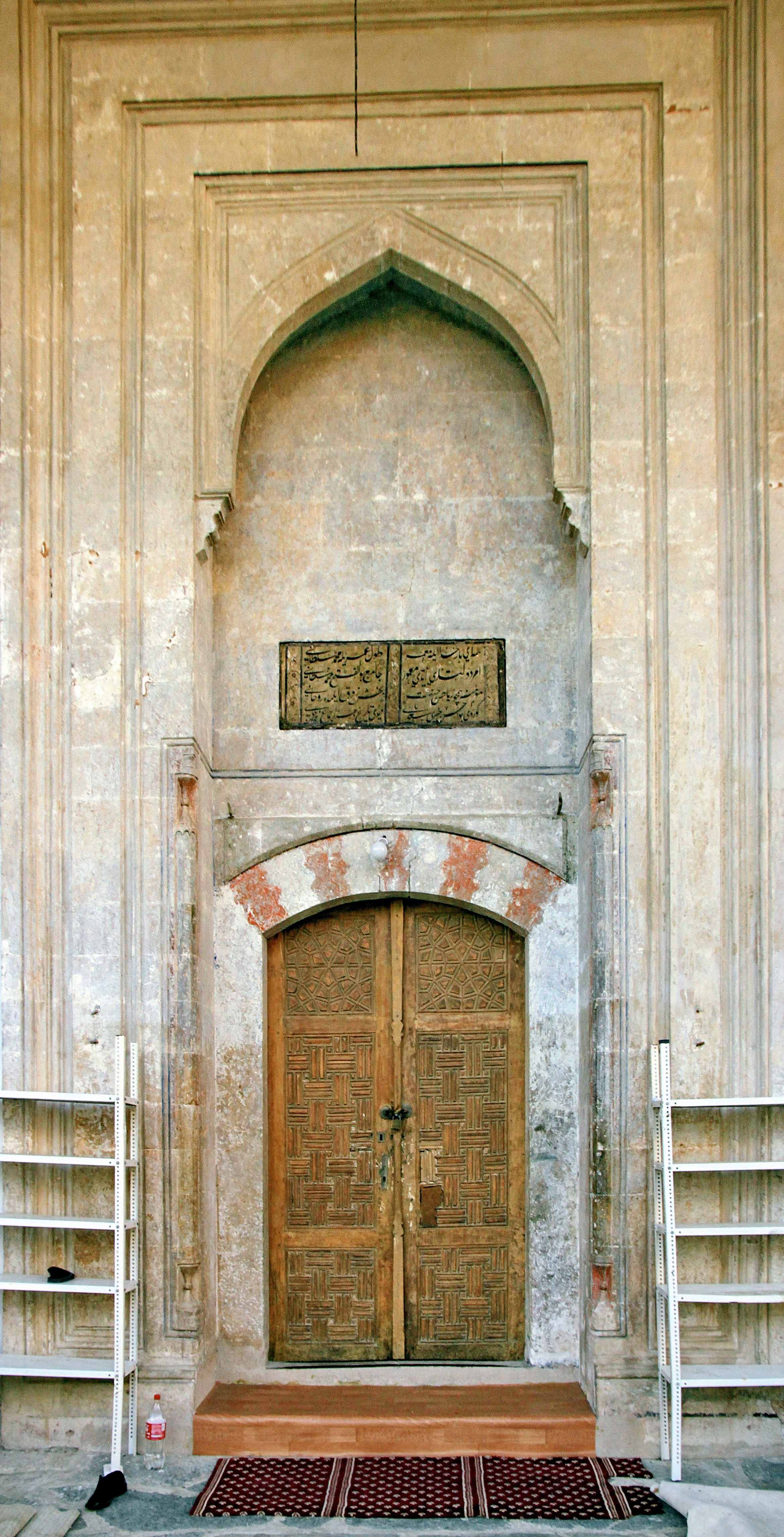
Eingang zur Moschee mit osmanischem Schriftzug

Die Große Moschee (albanisch Xhamia e Madhe) in der kosovarischen Hauptstadt Pristina liegt in deren Altstadt neben weiteren Bauwerken aus osmanischer Zeit an der Straße Nazim Gafurri.
Die Moschee wird auch als Sultan-Mehmed-al-Fatih-Moschee oder seltener als „Königsmoschee“ (alb. Xhamia e Mbretit) bezeichnet.

## Baugeschichte
Das islamische Gotteshaus ist 1460/61 im Auftrag des Sultans Mehmed II. errichtet worden. Während der Türkenkriege Österreichs wurde die Moschee Ende des 17. Jahrhunderts in eine dem Heiligen Franz Xaver gewidmete katholische Kirche umgewandelt. Der Schriftsteller Pjetër Bogdani wurde hier begraben, jedoch wurde er nach der Niederlage von Österreich-Ungarn 1690 exhumiert, seine Knochen von der türkischen Armee auf die Straße geworfen und das Gebäude in eine Moschee umfunktioniert. Zwischen 1961 und 1962 wurden durch die Stadtverwaltung von Priština Restaurierungen unternommen; und zwischen 1964 und 1967 sanierte man das Minarett, welches zuerst abgerissen und dann wieder aufgebaut wurde.

## Aufbau und Architektur
Das Bauwerk besteht aus einem kubischen Einraumgebäude mit 14 Metern Seitenlänge. Die Pendentifkuppel hat eine Spannweite von 13,5 Metern und gilt als die größte im ehemaligen Jugoslawien. Der Baukörper ist außen aus Haustein und innen aus Ziegeln. Über die Breite des Baus erstreckt sich ein von vier Säulen getragener Portikus mit drei Kuppeln. Die Moschee enthält dekorative Malereien (Blumenornamente in Blau und Schwarz) und Arabesken aus dem 18. Jahrhundert. Den Scheitel der Kuppel bildet eine Rosette.
Der Architekt des Gebäudes arbeitete im Stil der Bursa-Schule, die zu den berühmtesten im ganzen Sultanat gehörte.
Der 14 mal 14 Meter große Betsaal bietet für etwa 800 Personen Platz und ist am Eingang mit Architraven bedeckt. Der Saal ist mit einem Mehfil, einem Mihrāb und einem Minbar ausgestattet. Die Innenfläche der ganzen Moschee beträgt rund 900 Quadratmeter.
Das 17 Meter hohe Minarett hat 120 Treppenstufen.